# Харви-Бей
Харви-Бей (англ. Hervey Bay) — город в штате Квинсленд. Расположен в 290 км к северу от столицы штата, Брисбена. Побережье Харви-Бея — естественный залив между континентальным Квинслендом и близлежащим островом Фрейзер. Местная экономика основана на туризме, в основном на фотоохоте и наблюдении за китами.
В австралийской переписи 2011 года численность населения Харви-Бея составила 76403 человека.
К юго-востоку от центрального района города есть аэропорт.

## История
На территории Харви-Бея проживали австралийские аборигены племени Butchulla. Первым европейцем, обследовавшим побережье Харви-Бея, был Джеймс Кук. Это произошло 22 мая 1780 года. Тогда Кук не знал, что остров Фрейзер на самом деле остров. Он думал, что это часть побережья Квинсленда, и поэтому назвал залив Hervey’s Bay в честь Джона Харви (1724—1779), третьего графа Бристольского.
В 1863 году здесь поселились первые европейцы. В 1913 году была проложена железнодорожная ветка от Брисбена. В 1920-х годах население быстро росло за счёт сельского хозяйства и скотоводства.